# Liste der Abgeordneten zum Istrianischen Landtag (X. Wahlperiode)
Diese Liste der Abgeordneten zum Istrianischen Landtag (X. Wahlperiode) listet alle Abgeordneten zum Istrianischen Landtag der Markgrafschaft Istrien in der X. Wahlperiode auf. Die Wahlperiode reichte von 1909 bis 1914, jedoch endete die Sitzungstätigkeit bereits 1910.

## Wahlen und Sessionen
Der Landtag der IX. Wahlperiode war mit dem Kaiserlichen Patent vom 22. Mai 1908 aufgelöst worden. In der Folge wurde im November 1908 die nächsten Landtagswahlen durchgeführt, wobei die Mitglieder der Landgemeinden am 5. November, jene der Städte, Märkte und Industrialorte am 16. November bestimmt wurden. Mit dem Kaiserlichen Patent vom 17. Juli 1909 wurde der Istrianische Landtag der X. Wahlperiode erstmals für den 22. Juli 1909 einberufen. Auf Grund des Sprachenstreits im Landtag endete die Sitzungstätigkeit am 18. Oktober 1910. Nachdem jahrelange Verhandlungen nicht zu einer Wiederaufnahme des Landtags führten, sah die Regierung 1914 nur eine Auflösung des Landtags als Alternative. In der Folge wurde der Landtag mit dem kaiserlichen Patent vom 29. Jänner 1914 aufgelöst. Die Wahlen wurde im Juni 1914 durchgeführt, die Wiederaufnahme der Landtagstätigkeit scheiterte jedoch am Ausbruch des Ersten Weltkriegs. 
Die X. Wahlperiode umfasste lediglich eine Session, die von 22. Juli 1909 bis 18. Oktober 1910 reichte.

## Landtagsabgeordnete
Der Landtag umfasste 47 Abgeordnete. Dem Landtag gehörten dabei fünf Vertreter des Großgrundbesitzes, zwei Vertreter der Handels- und Gewerbekammer Laibach, 14 Vertreter der Städte und 15 Vertreter der Landgemeinden. Hinzu kam drei Virilstimmen und die acht Abgeordneten der allgemeinen Wählerklasse
Die Tabelle enthält im Einzelnen folgende Informationen:
| Name:        | Name des Abgeordneten |
| Wahlklasse:  | Die dem Klassenwahlrecht entsprechende Wahlklasse bzw. Kurie: I. Wahlklasse = Virilstimme (Bischof von Laibach); II: Adelige des Großen Grundbesitzes; III: Handels- und Gewerbekammer; IV: Zensuswahlklasse unterteilt nach Städten/Orten bzw. Landgemeinden; |
| Region:      | Die im Wahlbezirk enthaltenen Städte bzw. Gerichtsbezirke (Landgemeindewahlbezirke) |
| Anmerkungen: | Veränderungen während der Periode durch Tod, Mandatsverzicht oder spätere Angelobung |

| Name                     | Wahlklasse                        | Region | Anmerkung                                              |
| ------------------------ | --------------------------------- | ------ | ------------------------------------------------------ |
| Albanese Cosimo          | Städte, Märkte und Industrialorte | II     |                                                        |
| Andrijčić Antun          | Landgemeinden                     | VII    |                                                        |
| Apollonio Carlo          | Allgemeine Wählerklasse           | I      |                                                        |
| Bartoli Matteo           | Städte, Märkte und Industrialorte | VI     |                                                        |
| Belli Nicolo             | Städte, Märkte und Industrialorte | IV     |                                                        |
| Bennati Felice           | Handels- und Gewerbekammer        |        |                                                        |
| Benussi Giovanni         | Großgrundbesitz                   |        |                                                        |
| Bubba Giuseppe           | Städte, Märkte und Industrialorte | IV     | am 9. September 1909 verstorben                        |
| Candussi-Giardo Vittorio | Allgemeine Wählerklasse           | II     |                                                        |
| Červar Djuro             | Landgemeinden                     | III    |                                                        |
| Červar Simon             | Landgemeinden                     | V      |                                                        |
| Chersich Innocente       | Städte, Märkte und Industrialorte | XIII   |                                                        |
| Cleva Giovanni           | Städte, Märkte und Industrialorte | X      |                                                        |
| Consulich Simone         | Landgemeinden                     | VII    |                                                        |
| Costantini Costantino    | Großgrundbesitz                   |        | Nachfolger von Ettoro Constantini                      |
| Costantini Ettoro        | Großgrundbesitz                   |        | Mandatsverzicht 1909                                   |
| Davanzo Andrea           | Landgemeinden                     | I      |                                                        |
| Festi Giovanni           | Städte, Märkte und Industrialorte | IX     | Mandatsverzicht                                        |
| Flapp Giovanni Battista  | Virilstimme                       |        |                                                        |
| Flego Francesco          | Allgemeine Wählerklasse           | V      |                                                        |
| Franck Carlo             | Städte, Märkte und Industrialorte | III    |                                                        |
| Kirac Luca               | Landgemeinden                     | VI     |                                                        |
| Kurelić Šime             | Allgemeine Wählerklasse           | VI     |                                                        |
| Laginja Matko            | Städte, Märkte und Industrialorte | XIV    |                                                        |
| Mahic Antonio            | Virilstimme                       |        |                                                        |
| Mandić Matko             | Landgemeinden                     | II     |                                                        |
| Manzutto Pietro          | Städte, Märkte und Industrialorte | IX     | als Nachfolger von Giovanni Festi                      |
| Mrach Vittorio           | Großgrundbesitz                   |        |                                                        |
| Nagl Francesco           | Virilstimme                       |        |                                                        |
| Nicolich Alessandro      | Städte, Märkte und Industrialorte | XII    |                                                        |
| Pangerc Giuseppe         | Allgemeine Wählerklasse           | IV     |                                                        |
| Pesante Giovanni         | Allgemeine Wählerklasse           | II     |                                                        |
| Polesini Benedetto       | Landgemeinden                     | I      |                                                        |
| Poščić Ivan              | Landgemeinden                     | III    |                                                        |
| Rajčić Augustin          | Landgemeinden                     | IV     |                                                        |
| Ritossa Agostino         | Allgemeine Wählerklasse           | III    |                                                        |
| Rizi Lodovico            | Städte, Märkte und Industrialorte | I      |                                                        |
| Salata Francesco         | Landgemeinden                     | I      |                                                        |
| Sancin Giovanni          | Landgemeinden                     | V      |                                                        |
| Sbisa Tullio             | Städte, Märkte und Industrialorte | VIII   |                                                        |
| Spinčić Vjekoslav        | Allgemeine Wählerklasse           | VII    |                                                        |
| Tomasi Agostino          | Großgrundbesitz                   |        |                                                        |
| Trinajstić Dinko         | Landgemeinden                     | IV     |                                                        |
| Valentić Giuseppe        | Landgemeinden                     | II     |                                                        |
| Vareton Guglielmo        | Großgrundbesitz                   |        |                                                        |
| Ventrella Almerigo       | Städte, Märkte und Industrialorte | V      | ab 14. Dezember 1909 als Nachfolger von Giuseppe Bubba |
| Zarotti Nicolo           | Handels- und Gewerbekammer        |        |                                                        |
| Zidarič Antonio          | Städte, Märkte und Industrialorte | XI     |                                                        |
| Zorzenon Francesco       | Städte, Märkte und Industrialorte | VII    |                                                        |
| Zuccon Ivan              | Landgemeinden                     | VI     |                                                        |